# Valderice
Valderice est une commune italienne de la province de Trapani, dans la région Sicile.

## Histoire
Le soir du 26 septembre 1988, le sociologue et journaliste Mauro Rostagno est assassiné à Lenzi di Valderice sur l'ordre du boss de la mafia de Trapani, Vincenzo Virga. 

## Administration
| Période                                  | Période | Identité | Étiquette | Qualité |
| ---------------------------------------- | ------- | -------- | --------- | ------- |
|                                          |         |          |           |         |
| Les données manquantes sont à compléter. |         |          |           |         |

### Hameaux
Bonagia, Sant'Andrea, Crocevia, Lentina, Casalbianco, Chiesanuova, Crocci, Lenzi.

### Communes limitrophes
Buseto Palizzolo, Custonaci, Erice.